# Hochdorf (Riß)

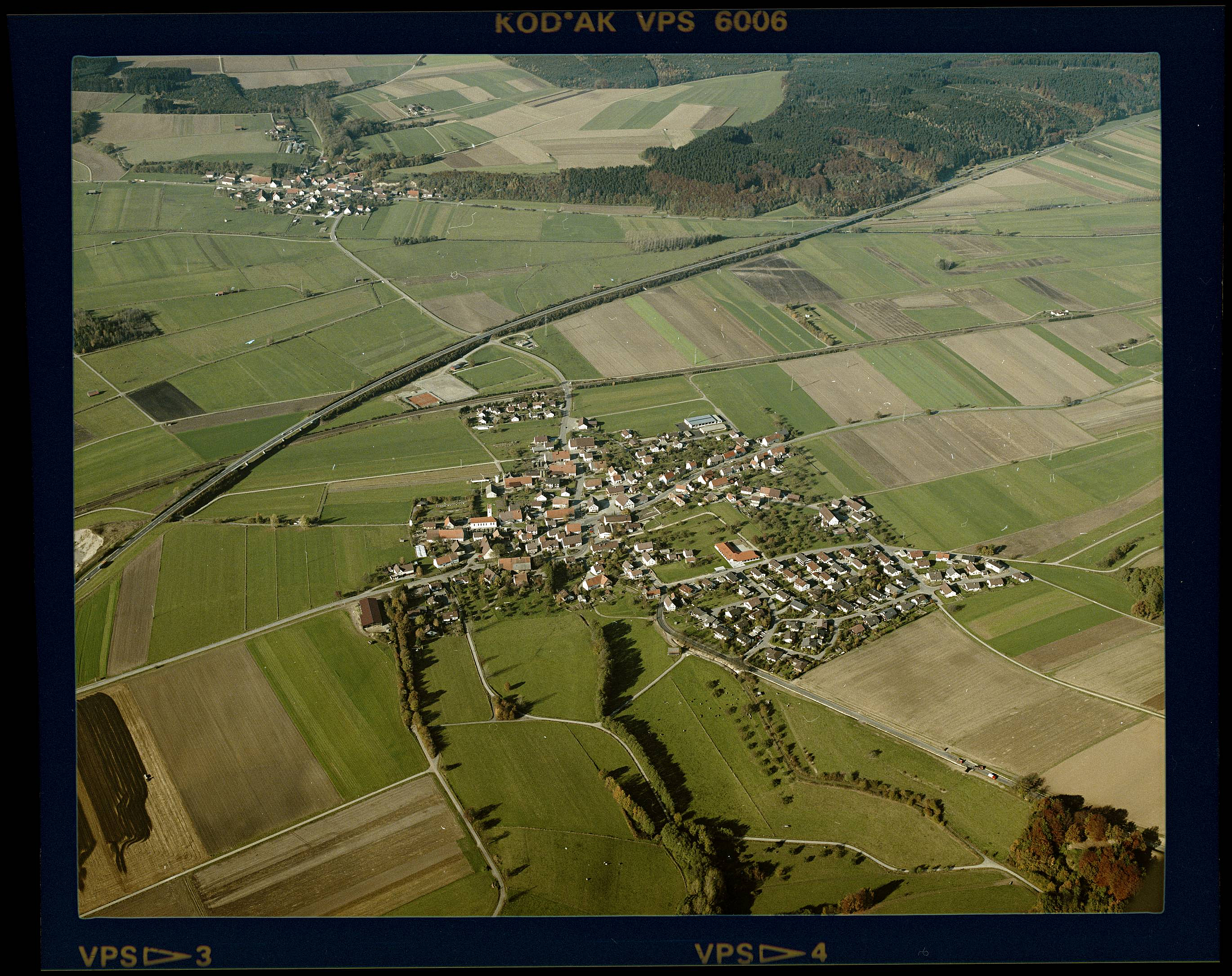
Luftbild von Hochdorf (1984)

Hochdorf ist eine Gemeinde im baden-württembergischen Landkreis Biberach in Deutschland.

## Geographie

### Geographische Lage
Der gleichnamige Kernort der Gemeinde Hochdorf (574 m ü. NN) liegt rund zehn Kilometer südlich von Biberach an der Riß, am Westhang des Hochgeländ (678 m ü. NN), einer Hochfläche direkt östlich des Tals der Riß, welche die Ortschaft rund ein Kilometer nordwestlich passiert. Nordwestlich des südlichen Ortsteils Unteressendorf erstreckt sich im Rißtal beim Weiler Linden der Lindenweiher (549 m ü. NN).

### Gemeindegliederung
Die Gemeinde Hochdorf besteht aus drei nahe der Riß gelegenen Ortsteilen: Hochdorf, Schweinhausen und Unteressendorf.
Dazu gehören auch die auf dem Hochgeländ gelegenen Weiler Benzenhaus, Busenberg, Berg, Wettenberg, Hochgeländ und Scharben sowie die umliegenden Weiler Appendorf und Linden.

### Nachbargemeinden
Von Norden beginnend grenzt Hochdorf an die Stadt Biberach an der Riß und die Gemeinden Ummendorf, Eberhardzell und Ingoldingen.

### Schutzgebiete
In Hochdorf gibt es mit der Vogelfreistätte Lindenweiher, dem Wettenberger und dem Ummendorfer Ried drei Naturschutzgebiete.
Daneben hat Hochdorf Anteil am Landschaftsschutzgebiet Oberes Rißtal und am FFH-Gebiet Umlachtal und Riß südlich Biberach.

## Geschichte

### Vorgeschichte
Aus römischer Zeit deuten Fragmente auf Ziegelproduktion hin.

### Mittelalter und frühe Neuzeit
Im Mittelalter gab es in Schweinhausen eine Burg. König Philipp von Schwaben und Irene von Byzanz verbrachten nach ihrer Hochzeit, die im Mai 1197 bei Augsburg stattgefunden haben soll, bis September 1197 ihre Flitterwochen auf der Burg Schweinhausen. Heute befindet sich dort nur noch eine Pferdekoppel.
Weitere Burgen: Burg Scharben, Burg Unteressendorf, Burg Wettenberg
Hochdorf gehörte zur Herrschaft Warthausen und war somit bis zum Untergang des Heiligen Römischen Reichs ein Teil von Vorderösterreich.

### Seit württembergischer Zeit
Im Jahre 1806 fiel Hochdorf an das Königreich Württemberg und wurde dem Oberamt Waldsee zugeordnet, das 1934 in Kreis Waldsee umbenannt wurde. Bei der Kreisreform während der NS-Zeit in Württemberg gelangte Hochdorf 1938 zum Landkreis Biberach.
Mit dem Ende des Zweiten Weltkriegs wurde Hochdorf 1945 Teil der Französischen Besatzungszone und kam somit zum Nachkriegsland Württemberg-Hohenzollern, welches 1952 im Bundesland Baden-Württemberg aufging.
Die heutige Gemeinde wurde am 1. Januar 1975 durch die Vereinigung der Gemeinden Hochdorf, Schweinhausen und Unteressendorf neu gebildet.

### Religion
Hochdorf, Schweinhausen und Unteressendorf sind traditionell römisch-katholisch geprägt. Die katholischen Gemeinden gehören zur Seelsorgeeinheit „Heimat Bischof Sproll“ im Dekanat Biberach.

## Politik

### Gemeinderat
In Hochdorf wird der Gemeinderat nach dem Verfahren der unechten Teilortswahl gewählt. Dabei kann sich die Zahl der Gemeinderäte durch Überhangmandate verändern. Der Gemeinderat besteht aus den 12 gewählten ehrenamtlichen Gemeinderäten und dem Bürgermeister als Vorsitzendem. Der Bürgermeister ist im Gemeinderat stimmberechtigt. Die Kommunalwahl am 9. Juni 2024 führte zu folgendem Ergebnis. Die Wahlbeteiligung betrug 72,80 %.
| Partei/Gruppierung                          | Stimmen | Sitze |
| ------------------------------------------- | ------- | ----- |
| Für die Zukunft der Gemeinde                | 56,59 % | 7     |
| Zukunft gestalten-die Gemeinde voranbringen | 43,41 % | 5     |

### Bürgermeister
Der parteilose Stefan Jäckle (* 1983)  ist seit 2020 Bürgermeister der Gemeinde Hochdorf. Er gewann die Wahl am 8. November mit 84,46 % der Stimmen.

### Wappen
| Wappen der Gemeinde Hochdorf | Blasonierung: „Von Rot, Silber (Weiß), Schwarz und Silber (Weiß) schräg geviert, die Vierung überdeckt mit einem liegenden, bewurzelten roten Lilienstab, im unteren schwarzen Feld ein durchgehendes goldenes (gelbes) Kreuz.“ |
| Wappen der Gemeinde Hochdorf | Wappenbegründung: Das Wappen der am 1. Januar 1975 aus der Vereinigung von Hochdorf, Schweinhausen und Unteressendorf hervorgegangenen neuen Gemeinde Hochdorf enthält je eine Figur aus den erloschenen Wappen der Vorgängergemeinden. Der schräg gevierte Schild leitet sich vom Wappen von Unteressendorf, das goldene Kreuz in Schwarz von dem von Schweinhausen und der Lilienstab vom früheren Hochdorfer Wappen ab. Die österreichischen Wappenfarben Rot und Silber erinnern an die allen Ortsteilen gemeinsamen historischen Beziehungen zu Österreich. Das Landratsamt hat das Wappen und die Flagge am 7. Dezember 1979 verliehen. |

Wappen der ehemals eigenständigen Gemeinden

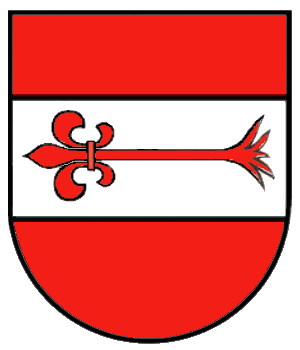
Hochdorf
Schweinhausen
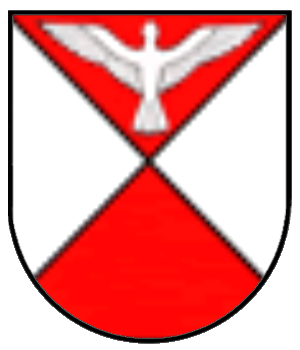
Unteressendorf

## Verkehr
Die Gemeinde Hochdorf liegt an der Bundesstraße 30 sowie der Bahnstrecke Ulm–Friedrichshafen. Die Stationen Essendorf und Hochdorf (Riß) werden jedoch nicht mehr bedient.
Durch eine Alltagsroute aus dem Radnetz Baden-Württemberg ist Hochdorf über Ummendorf mit Biberach an der Riss und in der anderen Richtung über die Ingoldinger Ortsteile Winterstettenstadt und Winterstettendorf mit Bad Waldsee verbunden.

## Kultur und Sehenswürdigkeiten

### Bauwerke
- Unteressendorf: Kirche St. Martin.

Eine Pfarrei Essendorf gibt es nachweislich seit mindestens 1275, ein Pfarrer und Dekan wird schon 1182 genannt. Die Anfänge der Pfarrkirche liegen vermutlich wesentlich früher. Zunächst hatten die Herren von Essendorf das Kirchenpatronat, seit 1131 Österreich, seit 1456 bis 1875 die Universität Freiburg. Die alte Pfarrkirche St. Nikolaus, eine dreischiffige Basilika im romanischen Stil aus dem 12. Jh., wurde während des Dreißigjährigen Krieges 1632 von schwedischen Truppen zusammen mit dem ganzen Dorf zerstört. 1650 begann man mit dem Wiederaufbau, erneut in der dreischiffigen Form. Im Jahre 1671 wurde der neue Hochaltar geweiht. Aus dem Jahr 1695 stammt die Oratoriumsöffnung über dem Sakristeieingang mit dem barocken schmiedeeisernen Gitter darin.
Im Barock wurde die Kirche 1733–1734 komplett von Grund auf neu gebaut, wobei nur an der Westfassade unten altes Mauerwerk übernommen wurde, wo noch ein romanischer Fries auf der Wand zu sehen ist. Auch der untere Teil des Turms und die unteren seitlichen Mauerteile sind noch alt. Dem neuen Geschmack entsprechend war der Wiederaufbau eine einschiffige Saalkirche. Der leicht eingezogene Chor wurde verlängert und mit rechteckigem Abschluss mit geschweiftem Giebel versehen, und eine Sakristei wurde angebaut, im nordöstlichen Winkel zwischen Chor und Querschiff. Auch das Querschiff ist mit einem abschließenden Volutengiebel mit Figurennische darin und einem kleinen Dreiecksgiebel als Abschluss versehen. Ortsbildprägend ist der ca. 52 m hohe, im südöstlichen Winkel seitlich angesetzte Kirchturm mit Zwiebelhaube. 

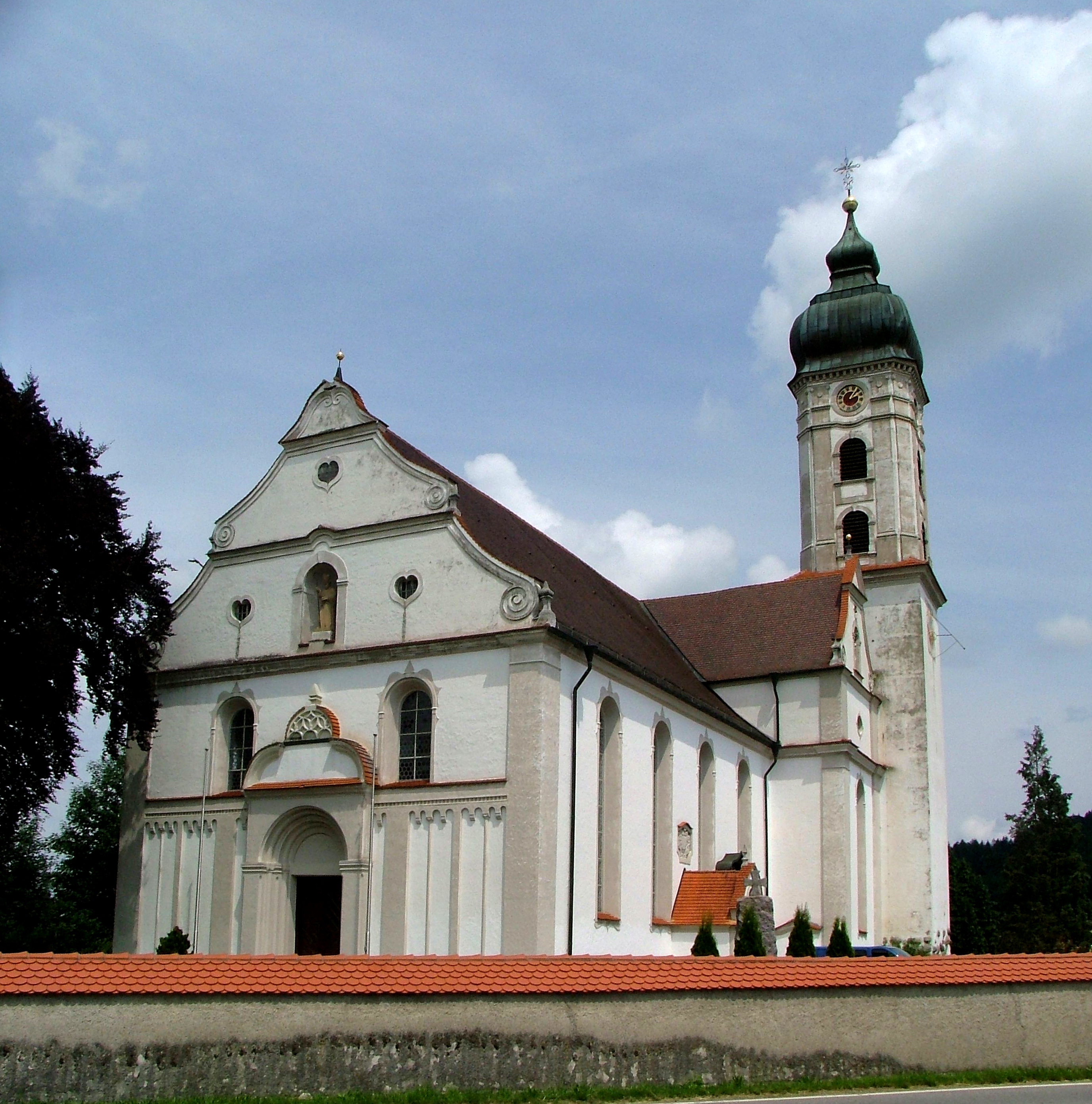
Außenansicht St. Martin

Die barocke Kirche ist seit dem Wiederaufbau dem hl. Martin gewidmet. 1763 wurde der Hochaltar noch einmal erneuert, wobei man allerdings das Altargemälde vom alten Altar übernahm. 1832 gab es noch eine Veränderung, als man die Turmkuppel nicht mehr mit Schindeln, sondern mit Kupfer eindeckte.

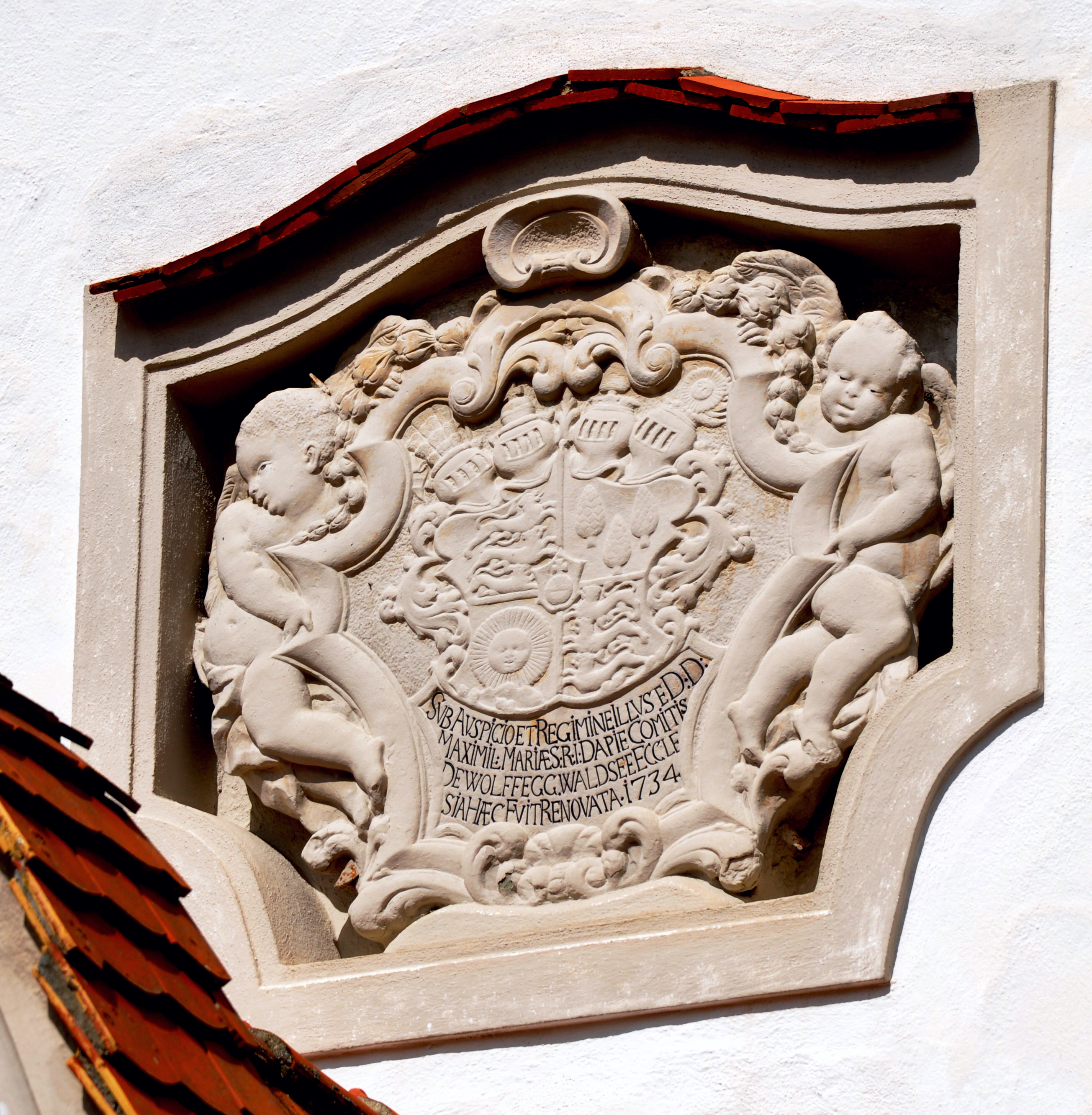
Wappen der Grafen von Waldburg-Wolfegg-Waldsee

An der südlichen Längsseite ist ein kleiner Eingangs-Vorbau mit Figurennische im geschweiften Giebel angefügt, und über diesen ist an der Langhauswand ein Wappen angebracht, das von der baulichen Erneuerung 1734 zeugt. Die Inschrift lautet: "SVB AVSPICIO REGIMINE ILLVST(RI) D(OMINI) D(OMINI) / MAXIMIL(IANI) MARIAE S(ACRI) R(OMANI) I(MPERII) DAPI(FERI) E(T) COMITIS / DE WOLFFEGG WALDSEE ECCLE/SIA HAEC FVIT RENOVATA 1734" - unter der Verantwortung und der Regierung des vornehmen Herrn, des Herrn Maximilian Maria, des Heiligen Römischen Reiches Truchseß und Graf von Wolfegg-Waldsee, wurde diese Kirche 1734 erneuert. Bei dem Genannten handelt es sich um Erbtruchseß Maximilian Maria Graf von Waldburg zu Wolfegg (geb. 1684, gest. 1748) aus der Linie Waldburg-Wolfegg-Waldsee. Der Enkel des Bauherrn wurde 1803 in den Fürstenstand erhoben und führte diese Linie als Fürstenhaus Waldburg-Wolfegg-Waldsee weiter.

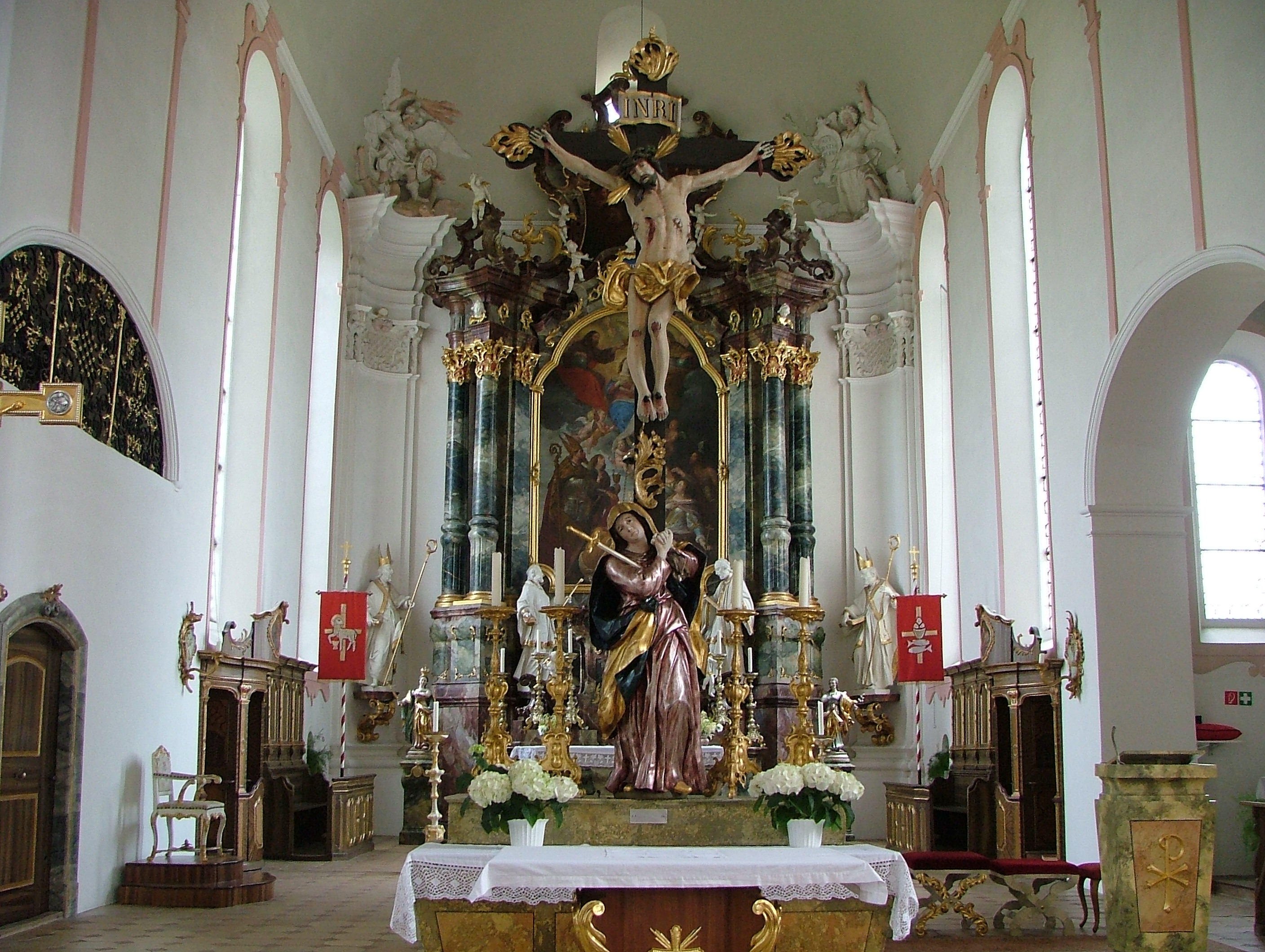
Hochaltar

Bei der Innenausstattung der Kirche ist das Gemälde des Hochaltars hervorhebenswert, das die Himmelfahrt und Krönung Mariens darstellt, eine Arbeit des Rubensschülers Caspar de Crayer. Im unteren Teil ist Martin dargestellt, der Kirchenpatron. Weitere dort zu findende Heilige sind der Apostel Johannes mit Kelch, Margaretha mit Kreuz, Johannes der Täufer und Barbara mit Palme. Im unteren Teil stehen vier weiß angestrichene Holzfiguren weiterer Heiliger, wobei die beiden inneren Franz Xaver und Ignatius, die beiden äußeren Augustinus und Nikolaus darstellen. Seitlich des Hochaltars stehen zeitlich spätere Figuren von Josef und Maria, sie wurden 1828 hinzugefügt. Und oben am Gewölbeansatz sind seitlich des Hochaltares zwei Figuren der Erzengel angebracht, Michael links und Gabriel rechts. Davor steht oberhalb der letzten zwei Stufen zum Chorraum der Kreuzaltar aus dem Jahr 1760 mit der schmerzhaften Muttergottes, eine Arbeit von Bildhauer Johann Georg Reusch aus Waldsee. Nahe dem Turmeingang steht der Nikolausaltar, der aber 1867 seines barocken Aufbaus verlustig ging und auch nicht mehr das ursprüngliche Gemälde hat. Das ist heute über dem Eingang zum Turm angebracht, während der Altar jetzt ein Gemälde mit der Darstellung der letzten Kommunion des Hieronymus trägt, das 1856 erworben wurde. Zwei große Seitenaltäre stehen im Querschiff, links der Josefsaltar, rechts der Marienaltar. Beide sind Arbeiten von Eustachius Gabriel aus Unterschwarzach und entstanden 1767. Der Josefsaltar trägt ein Bild des Josef, wie der Maria das Jesuskind reicht, Joachim und Anna schauen unten zu. Oben ist noch ein Bild mit dem Empfang der Wundmale durch Franz von Assisi. Eine Martinsfigur (Kirchenpatron) ist über dem Drehtabernakel aufgestellt. Der Marienaltar hat als Hauptgemälde Maria als Rosenkranzkönigin mit Dominikus und Katharina von Siena, oben zusätzlich ein Bild der Guten Beth von Reute, auch sie empfängt gerade die Wundmale. Hier ist eine Madonna mit Kind über dem Drehtabernakel aufgestellt. Die barocke Kanzel ist linkerhand im Hauptschiff angebracht, sie trägt auf dem Korb ein Relief mit der Predigt von Johannes dem Täufer. Die Deckengemälde, die Szenen aus dem Leben des Kirchenpatrons Martin zeigen, entstanden 1846; der Künstler ist Fidelis Schabet aus Wurzach.
- Weiler Linden: ehemalige Burg Linden am Lindenweiher.

### Naturdenkmäler
- Das Wettenberger Ried, das sich wenige Kilometer östlich des Kernorts von Hochdorf auf dem Hochgeländ befindet, ist ein Hochmoor- und Bannwaldgebiet, das als Naturschutzgebiet ausgewiesen wurde.
- Der Lindenweiher, der nahe Unteressendorf liegt, wird von einem weiteren Naturschutzgebiet und dem Vogelschutzgebiet „Lindenweiher“ eingerahmt. Am nordöstlichen Ufer befindet sich beim Weiler Linden der Standort der ehemaligen Burg Linden.

## Söhne und Töchter der Gemeinde
- Kaspar Mohr (1575–1625), geboren in Busenberg, Chorherr und Prior des Prämonstratenserklosters Schussenried, Erfinder eines Flugapparats.
- Joannes Baptista Sproll (1870–1949), Bischof von Rottenburg und prominenter Gegner des Naziregimes, wurde in Schweinhausen geboren.
- Alfons Hug (* 1950), geboren in Schweinhausen, ist ein deutscher Kurator, Kunstkritiker und Ausstellungsmacher.